# Підгороднє (Золочівський район)
Підгоро́днє (до 1946 року — Фільварки) — село в Україні, в Золочівському районі Львівської області. Населення становить 1417 осіб. Орган місцевого самоврядування - Золочівська міська рада.

## Назва
19 вересня 2024 року Верховна Рада підтримала перейменування села Підгородне на Підгороднє. 26 вересня 2024 року перейменування набуло чинності.

## Населення

### Мова
Розподіл населення за рідною мовою за даними перепису 2001 року:
| Мова       | Кількість | Відсоток |
| ---------- | --------- | -------- |
| українська | 1398      | 98.66%   |
| польська   | 12        | 0.85%    |
| російська  | 3         | 0.21%    |
| вірменська | 2         | 0.14%    |
| білоруська | 1         | 0.07%    |
| німецька   | 1         | 0.07%    |
| Усього     | 1417      | 100%     |

## Відомі люди
- Бурак Ярослав Йосипович — народився 15 березня 1931 року. Вчений у галузі механіки деформівного твердого тіла та термодинаміки нерівноважних процесів, член-кореспондент Національної академії наук України, доктор фізико-математичних наук, заслужений діяч наук України, лауреат Державної премії України у галузі науки і техніки. Науковий керівник Центру математичного моделювання Інституту прикладних проблем механіки і математики ім. Я. С. Підстригача НАН України.
- Чиж Ярослав Семенович (1923) — Герой Соціалістичної Праці.
- Блізніченко Всеволод Адольфович (1971-2023) — учасник українсько-російської війни, загинув на Бахмутському напрямку, захищаючи Україну.